# Castillo de Barrio de la Tercia
El castillo de Barrio de la Tercia es una fortaleza española situada en la llamada peña del Castillo, en las proximidades de esta localidad, en la comarca de los Argüellos, en la provincia de León.
Recientes investigaciones estiman que el Castillo de Arbolio mencionado en las crónicas y la documentación medievales se corresponde con la fortificación de Barrio de la Tercia, si bien era identificado por Maximiliano Fernández Flórez con el Castillo de Montuerto.

## Descripción
Ubicado en lo alto de un cerro rocoso que domina el valle del Bernesga y la ruta hacia el Puerto de Pajares, presenta restos de un muro de 40 metros de longitud, un foso y de un aljibe de 3 x 4 m.
Como todos los castillos altomedievales leoneses, presenta un trazado y mampostería irregulares.